# Robbie Ryan

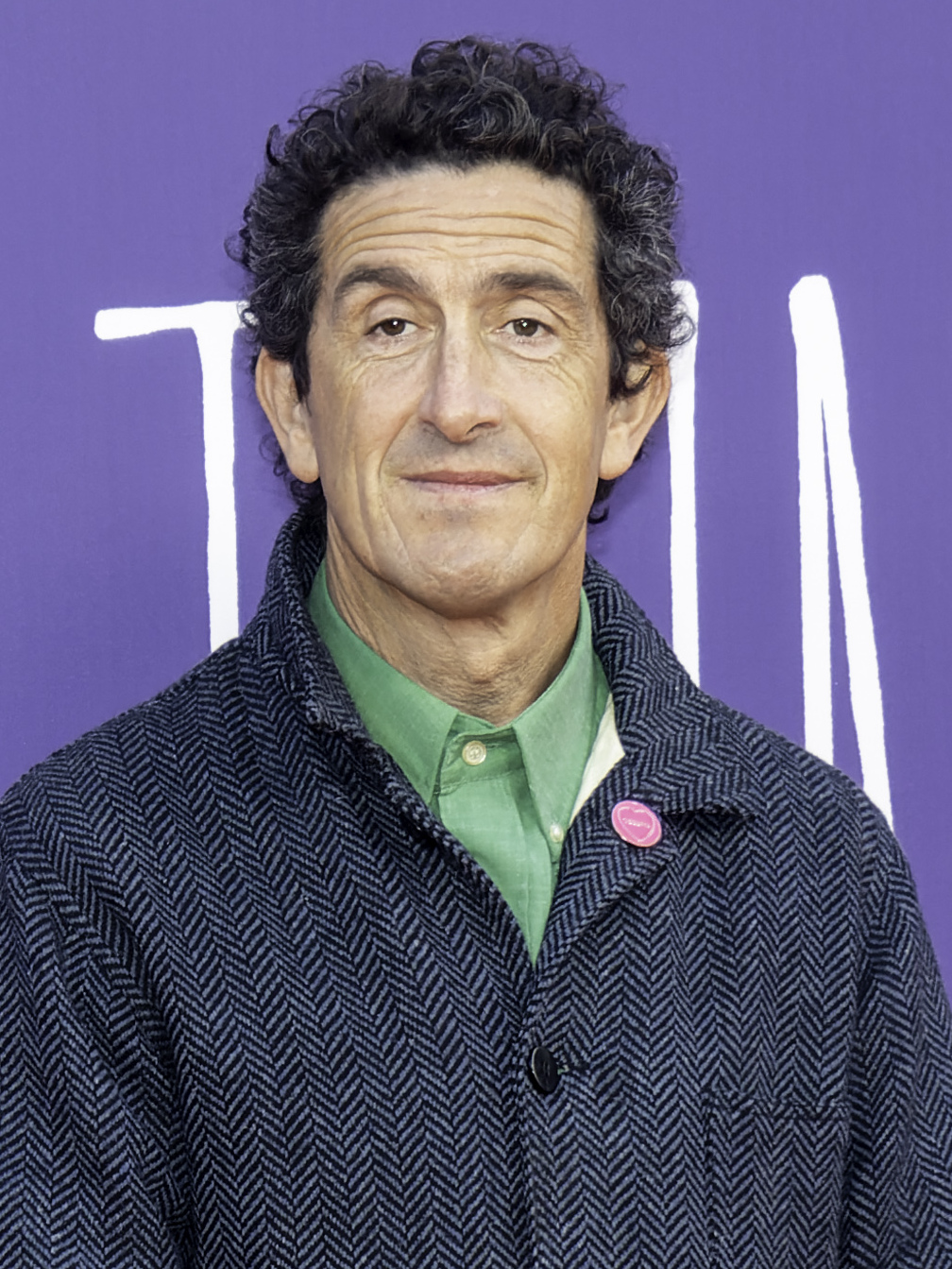
Robbie Ryan (2023)

Robbie Ryan (* 1970 in Dublin) ist ein irischer Kameramann.

## Leben
Robbie Ryan wurde am Institute of Art, Design & Technology in Dún Laoghaire ausgebildet und ging 1993 nach seinem Abschluss nach England. Seit dieser Zeit wirkt er als Kameramann und arbeitete mit Regisseuren wie Ken Loach und Andrea Arnold oft mehrmals zusammen. Zu seinen über 90 Produktionen zählen auch zahlreiche Kurzfilme und Musikvideos.
2012 wurde er für seine Arbeit an Wuthering Heights – Emily Brontës Sturmhöhe mit dem Evening Standard British Film Award in der Kategorie Beste technische oder künstlerische Leistung geehrt. Für American Honey und The Favourite – Intrigen und Irrsinn wurde er für zahlreiche Preise nominiert, für letzteren 2019 für den Oscar für die Beste Kamera. Ferner gewann er für beide jeweils den British Independent Film Award. Im Rahmen der Verleihung des Europäischen Filmpreises 2019 wurde er für seine Arbeit am Historienfilm The Favourite – Intrigen und Irrsinn von Giorgos Lanthimos in der Kategorie Beste Kamera ausgezeichnet. 2023 arbeitete Ryan erneut mit Lanthimos am Film Poor Things.

## Filmografie (Auswahl)
- 2003: Wespen (Wasp, Kurzfilm)
- 2005: Isolation
- 2006: Red Road
- 2007: Brick Lane
- 2009: Fish Tank
- 2010: Patagonia
- 2011: Wuthering Heights – Emily Brontës Sturmhöhe (Wuthering Heights)
- 2012: Ginger & Rosa
- 2012: The Summit – Gipfel des Todes (The Summit, Dokumentarfilm)
- 2012: Angels’ Share – Ein Schluck für die Engel (The Angel’s Share)
- 2013: Philomena
- 2013: The Last Days on Mars
- 2014: Jimmy’s Hall
- 2015: Slow West
- 2016: American Honey
- 2016: Ich, Daniel Blake (I, Daniel Blake)
- 2016: I Am Not a Serial Killer
- 2017: The Meyerowitz Stories (New and Selected)
- 2018: The Favourite – Intrigen und Irrsinn (The Favourite)
- 2019: Sorry We Missed You
- 2019: Marriage Story
- 2020: Wege des Lebens – The Roads Not Taken (The Roads Not Taken)
- 2021: Come on, Come on
- 2023: The Old Oak
- 2023: Poor Things
- 2024: Bird
- 2024: Kinds of Kindness
- 2025: Tornado

## Auszeichnungen
Camerimage
- 2021: Auszeichnung mit dem Goldenen Frosch in der Kategorie Beste Kamera für Come on, Come on[3]

Oscar
- 2019: Nominierung in der Kategorie Beste Kamera für The Favorite
- 2024: Nominierung in der Kategorie Beste Kamera für Poor Things